# El Toboso
El Toboso är en ort i Spanien.   Den ligger i provinsen Toledo och regionen Kastilien-La Mancha, i den centrala delen av landet, 120 km sydost om huvudstaden Madrid. El Toboso ligger 698 meter över havet och antalet invånare är 2 156.
Terrängen runt El Toboso är platt. Runt El Toboso är det ganska tätbefolkat, med 65 invånare per kvadratkilometer. Närmaste större samhälle är Quintanar de la Orden, 9,7 km norr om El Toboso. Omgivningarna runt El Toboso är i huvudsak ett öppet busklandskap.